# Terror Bay
Terror Bay är en vik i Nunavut i Kanada.
Terror Bay fick sitt namn efter HMS Terror, som tillsammans med HMS Erebus användes i Franklinexpeditionen på 1840-talet. Båda skeppen och de flesta expeditionsdeltagarna försvann spårlöst, och först 2016 återfanns HMS Terror – ironiskt nog – i den vik som den gett namn åt.